# Dolichowithius centralis
Dolichowithius centralis es una especie de arácnido del orden Pseudoscorpionida de la familia Withiidae.

## Distribución geográfica
Se encuentra en El Salvador.